# راه پلکانی و کتیبه خداآفرین
راه پلکانی و کتیبه خداآفرین مربوط به دوره ایلخانی - دوره صفوی است و در شهرستان کوهرنگ، بخش بازفت، روستای گزستان واقع شده و این اثر در تاریخ ۲۴ فروردین ۱۳۸۲ با شمارهٔ ثبت ۸۲۰۸ به‌عنوان یکی از آثار ملی ایران به ثبت رسیده است.